# 福勒海灘 (特拉華州)
福勒海灘（英語：Fowler Beach）是位於美國特拉華州蘇塞克斯縣的一個非建制地區。該地的面積和人口皆未知。

## 地理
福勒海灘的座標為38°52′50″N 75°16′05″W / 38.88056°N 75.26806°W，而該地的平均海拔高度為0米（即0英尺）。